# Rainald Goetz

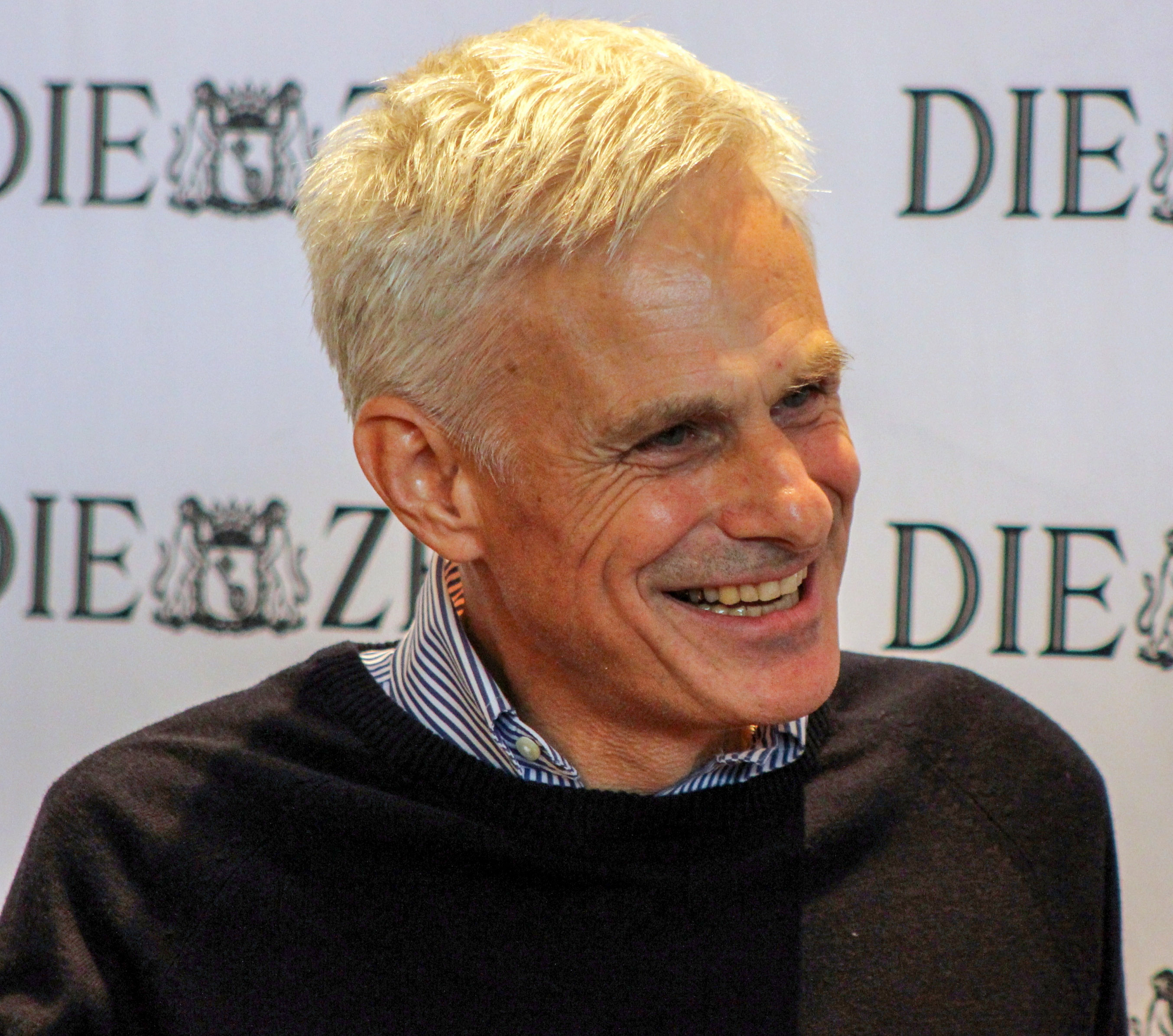
Rainald Goetz (2012)

Rainald Maria Goetz (* 24. Mai 1954 in München) ist ein deutscher Schriftsteller.

## Leben
Goetz wuchs in seiner Heimatstadt München auf. Während seiner Gymnasialzeit verbrachte er ein Jahr als Austauschschüler in den USA. Nach dem Abitur studierte er ab 1974 Geschichte, Theaterwissenschaft und Medizin an der Ludwig-Maximilians-Universität München. Im Wintersemester 1977/78 absolvierte er einen Auslandsaufenthalt an der Sorbonne in Paris, wo er seine althistorische Dissertation begann. Das Studium der Geschichte und Medizin schloss er jeweils mit einer Promotion ab: 1978 das Studium der Geschichte mit einer althistorischen Studie über Freunde und Feinde des Kaisers Domitian, die durch Hermann Bengtson (1909–1989) angeregt und betreut wurde. Die Entstehung seiner Dissertation schildert er in seinem Roman Kontrolliert. 1982 folgte die Promotion zum Dr. med. mit einer Arbeit über ein Thema der Jugendpsychiatrie.
1976 begann er für die Süddeutsche Zeitung zu schreiben. Zunächst verfasste er Rezensionen von Kinder- und Jugendbüchern. 1977 erschien eine dreiteilige Artikelserie mit dem Titel Aus dem Tagebuch eines Medizinstudenten. 1978 folgte die erste Veröffentlichung in der Literaturzeitschrift Kursbuch, in der Goetz unter dem Titel Der macht seinen Weg den bisherigen Verlauf seines Studiums und seine soziale Isolation schilderte. Er schrieb für die Musikzeitschrift Spex, außerdem für die Zeitschriften Merkur und TransAtlantik, mit deren Redakteur Michael Rutschky und dessen Ehefrau Katharina Rutschky er eng befreundet war. 1980 besuchte er Redaktionen und Journalisten deutscher Feuilletons, darunter Marcel Reich-Ranicki, Wolfram Schütte, Fritz J. Raddatz und Joachim Kaiser. Seine „Reise durch deutsche Feuilletons“ beschrieb er 1981 in einem TransAtlantik-Essay. 1981 besprach er im Spiegel die Bücher Paare, Passanten von Botho Strauß und Die Kälte von Thomas Bernhard. Eine Stelle als Spiegel-Redakteur lehnte Goetz ab.
Berühmt wurde Goetz 1983 durch einen Auftritt beim Wettbewerb um den Ingeborg-Bachmann-Preis in Klagenfurt. Vor laufenden Fernsehkameras ritzte er sich während seiner Lesung die Stirn mit einer Rasierklinge auf, ließ das Blut über seine Hände und sein Manuskript laufen und beendete die Lesung blutüberströmt. Er bekam keinen Preis, wurde aber als „medialer Sieger von Klagenfurt“ beschrieben. Zudem zeigte sich Marcel Reich-Ranicki von der temperamentvollen, authentischen und individuellen Sprache begeistert und nannte den Text Subito eine „literarische Leistung“, die von der Bühnenaktion zu trennen sei. Der Titel Subito bezieht sich auf eine gleichnamige Bar im Hamburger Schanzenviertel. Im Text tritt wiederholt die Figur „Neger Negersen“ auf, die auf den befreundeten Kulturtheoretiker Diedrich Diederichsen anspielt. Der Germanist und damalige Juror Gert Ueding bezeichnete Goetz’ Auftritt als rücksichtslos, da er die Lesungen der nachfolgenden Autoren negativ beeinflusst habe, insbesondere der Schweizer Schriftstellerin Zsuzsanna Gahse, die nach Goetz an dem notdürftig vom Blut gereinigten Tisch gelesen habe. Laut Alban Nikolai Herbst war die Performance mit dem Suhrkamp Verlag abgesprochen, in dem im gleichen Jahr Goetz’ Debütroman Irre erschien. Goetz veröffentlichte später ein angebliches Protokoll des Enthüllungsjournalisten Günter Wallraff, der als Putzfrau verkleidet ein Gespräch zwischen Goetz und seinem Verleger Siegfried Unseld über den Auftritt in Klagenfurt gehört haben soll.
In Abfall für alle erwähnt Goetz ein abgebrochenes Studium der Soziologie am Institut für Soziologie der LMU München, das er Mitte der 1990er Jahre begonnen hat, sowie ein Dissertationsprojekt an der FU Berlin mit dem Titel Mit Luhmann über Bernhard auf Adornos Proust. Vor dem Buch Loslabern spielte Goetz mit dem Gedanken, als Hilfsarzt in der Praxis seines Bruders, ebenfalls Arzt, zu arbeiten.
Goetz lebte in der Auenstraße im Münchner Glockenbachviertel sowie in der Haimhauserstraße in Schwabing. In einem Tempo-Interview mit Moritz von Uslar kündigte Goetz 1993 an, nach Berlin-Wedding ziehen zu wollen, mit der Begründung: „Ich muß ein paar Prolos sehen, wenn ich morgens aus der Haustür trete.“ Sein Internet-Tagebuch Abfall für alle schrieb Goetz 1998 überwiegend in Berlin-Mitte, wohin er von München aus pendelte. Später zog er ganz nach Berlin, wo er mit Frau und Kindern lebt. Goetz heiratete im Mai 2024 nach katholischem Ritus.

## Werk
Zu den Themen, die Goetz literarisch verarbeitet hat, zählen der Terrorismus der RAF, insbesondere der Deutsche Herbst (Kontrolliert), später auch der islamistische Terror (Elfter September 2010, Reich des Todes), seine eigenen Erfahrungen bei der Arbeit in der Psychiatrie und die Techno-Bewegung der 1990er Jahre in Deutschland, so in der Erzählung Rave und in dem zusammen mit Westbam veröffentlichten Buch Mix, Cuts & Scratches. Goetz gilt seit seinen ersten literarischen Publikationen als Chronist der Gegenwart in der deutschen Literatur. Seinen Roman Irre (1983) bezeichnete Maxim Biller rückblickend als Auftakt zu einer literarischen „Ichzeit“, die sich durch das Ineinandergreifen von Werk und Leben des Autors auszeichne.
Seine Werke der 1980er und 1990er Jahre werden zur deutschen Popliteratur dieser Jahrzehnte gezählt. Zahlreiche Texte sind von der Wahrnehmung eines solitären Beobachters bestimmt, dessen Alltag von der Zeitungslektüre und von schriftstellerischer Arbeit geprägt ist. Goetz protokolliert und kommentiert Tendenzen der Gegenwart (u. a. Punk in Irre, Techno in Rave, die Vielfalt der Medienäußerungen in 1989, die Mechanismen der Mediengesellschaft in Dekonspiratione). Ein zentraler Bezugspunkt seiner Reflexionen ist die Systemtheorie Niklas Luhmanns.
1998 schrieb Goetz ein Netztagebuch (das Wort „Blog“ gab es zu dieser Zeit noch nicht) unter dem Titel Abfall für alle, in dem er Tageseindrücke, Reflexionen und Kommentare zum kulturellen Tagesgeschehen aktuell auf seiner Webseite veröffentlichte. Noch die ein Jahr später als „Roman eines Jahres“ erschienene Buchform hat die Wirkung des „›mündlichen Schreibens‹, insofern die (künstliche) Tagebuchstruktur einer Reihung quasi-mündlicher Einlassungen als Mittel zum Zweck […] zu deuten ist. Zweifellos geht es Goetz um die Wirkung des Unmittelbaren, Ungefilterten, das sich in der […] Thematisierung des stärksten Gefühls von Hass […] als generelle Unzufriedenheit aktualisiert. In dieser Selbstäußerung, die gewissermaßen als Überformung des gesamten Romans gelten darf, liegt ein stark performatives Moment.“
Seine Stücke Krieg, Festung und Jeff Koons, für die er mehrfach als Dramatiker des Jahres ausgezeichnet wurde, werden zum postdramatischen Theater gezählt. Goetz schreibt seine Stücke nach eigenen Angaben in Trilogien, die jeweils ein Gesellschaftsstück, ein Familienstück und ein Monologstück enthalten.
1998 hielt er auch die Frankfurter Poetik-Vorlesungen, deren Text in Abfall für alle eingegangen ist. 2001 wurde das von Goetz in der Erzählung Dekonspiratione beschriebene Fernsehformat „nothing special“ im ZDF-nachtstudio mit Volker Panzer, Moritz von Uslar und Goetz selbst realisiert. Ausgestrahlt wurden drei Folgen unter dem Namen „Fernsehen“, Gäste waren Alexa Hennig von Lange, Barbara Sichtermann und Klaudia Brunst. Die zweite Folge wurde einen Tag nach dem 11. September gedreht und gesendet. Der Band Jahrzehnt der schönen Frauen erschien 2001 im Merve Verlag und enthält unter anderem Gedichte. Anlässlich seines 50. Geburtstags fand 2004 im Literaturhaus Frankfurt das Erste internationale Rainald-Goetz-Symposium statt, veranstaltet von der Philipps-Universität Marburg, dem Literaturhaus und dem Suhrkamp-Verlag.
Von Februar 2007 bis Juni 2008 schrieb Goetz einen Blog mit dem Titel Klage auf den Internetseiten der Illustrierten Vanity Fair, der auch in Buchform erschienen ist. Das Buch enthält Fragmente und Reflexionen zu geplanten Romanen, an denen Goetz seit 1999 arbeitete, ohne sie zu Ende führen zu können. Die beiden Bücher Klage und loslabern behandeln dieses Scheitern und das Jahrzehnt weitgehender Publikationsabstinenz. Der 2012 erschienene Roman Johann Holtrop bedeutete zugleich die Rückkehr des Autors als Verfasser erzählender Werke. Der Roman zeigt u. a. auch beispielhaft, „die Beschäftigung mit dem Thema Arbeit ist eine der Konstanten in der Textproduktion von Rainald Goetz.“ Seit November 2024 veröffentlicht Goetz bei Instagram täglich einen Beitrag.
Die meisten seiner Werke sind im Suhrkamp Verlag erschienen, zunächst in der edition suhrkamp. Verschiedene Buchzyklen haben verschiedene Einbandfarben (Heute Morgen: rot, Schlucht: blau). Goetz’ Bücher bei Suhrkamp enthalten jeweils ein nummeriertes Werkverzeichnis in der Titelei. Verschiedene seiner Bücher enthalten von Goetz gezeichnete oder gemalte Bilder, so etwa ein Porträt von Niklas Luhmann mit dem Wort „Hegel“ auf der Stirn, das im Theaterstück Festung sowie im Band Celebration enthalten ist. Zusammen mit Oliver Lieb und Stevie B-Zet veröffentlichte Goetz 1994 das Album Word, auf dem er Spoken Word mit Ambient- und Trance-Musikstücken kombinierte. Auf dem Albumcover ist ein Foto abgebildet, das Goetz als Kind mit Ballettschuhen zeigt, während ihm sein Vater aus der Heiligen Schrift vorliest. Um 1999 beteiligte er sich an dem Internet-Literaturprojekt Pool.
Am 11. September 2020 hatte Goetz’ Theaterstück Reich des Todes über die Terroranschläge am 11. September 2001 in einer gekürzten, gut vierstündigen Version inszeniert von Karin Beier am Hamburger Schauspielhaus Premiere. Das Stück, das aus Prolog, fünf Akten und Epilog besteht, war Goetz’ erste Veröffentlichung seit seinem Roman Johann Holtrop 2012. Stefan Bachmann inszenierte es 2021 am Düsseldorfer Schauspielhaus. Am 22. September 2023 hatte Goetz’ Stück Baracke am Deutschen Theater in der Inszenierung von Claudia Bossard Premiere.
Goetz äußerte sich im Juli 2025 zur Diskussion um die Nominierung der Juristin Frauke Brosius-Gersdorf als Bundesverfassungsrichterin auf Instagram und bezeichnete die Kandidatin als "bebendes, hyperkluges, ältliches Kind", die nicht verstehe wie Öffentlichkeit funktioniere. 
Die Bücher Irre und Rave sind in englischen Übersetzungen im britischen Verlag Fitzcarraldo Editions erschienen.

## Veröffentlichungen
- Irre. Roman. Suhrkamp, Frankfurt am Main 1983; ebd. 1986, ISBN 3-518-37724-8.
  - französisch: Chez les fous. übers. von Robert Simon, Paris: Gallimard, 1985, ISBN 2-07-070321-5.
  - spanisch: Loco. übers. von Eduardo Gil Bera, México/Madrid: Editorial Sexto Piso 2016, ISBN 978-84-16677-01-6.
  - englisch: Insane. Fitzcarraldo 2017.
  - niederländisch: Gestoord. übers. von Sebastian Roth, Gent: het balanseer, 2023, ISBN 9789079202874
- Krieg. Hirn. 2 Bände. Suhrkamp, Frankfurt am Main 1986 (= es. 1320). Neuausgabe ebd. 2003:

1. Krieg. ISBN 3-518-39990-X.
2. Hirn. ISBN 3-518-39991-8.

- Kontrolliert. Suhrkamp, Frankfurt am Main 1988; ebd. 1991, ISBN 3-518-38336-1.
- Festung (= Buch 4, Werk in drei Teilen). Suhrkamp, Frankfurt am Main 1993, ISBN 3-518-09887-X (= es 1793–1795)

1. Festung. Stücke, ISBN 3-518-11793-9.
2. 1989. Material I–III, ISBN 3-518-11794-7.
3. Kronos. Berichte, ISBN 3-518-11795-5.

- Word. 2 Audio-CDs (mit Oliver Lieb und Stevie B-Zet). Warner Music, Hamburg 1994.
- Mix, Cuts & Scratches. Buch + Audio-CD (mit WestBam). Merve, Berlin 1997, ISBN 3-88396-136-1.
- Heute Morgen (= Buch 5, Werk in fünf Teilen). Suhrkamp, Frankfurt am Main 1998–2000; Neuausgabe ebd. 2004, ISBN 3-518-45599-0.

1. Rave. Erzählung, 1998, ISBN 3-518-40954-9. (englisch: Rave, Fitzcarraldo 2020; niederländisch: Rave, übers. von Sebastian Roth, Gent: het balanseer 2024, ISBN 9789464776775)
2. Jeff Koons. Stück, 1998, ISBN 3-518-40988-3.
3. Dekonspiratione. 2000, ISBN 3-518-41122-5.
4. Celebration. 90s Nacht Pop, 1999, ISBN 3-518-12118-9 (= es 2118)
5. Abfall für Alle. Roman eines Jahres, 1999, ISBN 3-518-41094-6.

- Heute Morgen. 2 Audio CDs, gelesen von Rainald Goetz (mit WestBam). DHV, München 2000, ISBN 3-89584-878-6.
- Jahrzehnt der schönen Frauen. Merve, Berlin 2001, ISBN 3-88396-169-8.
- Schlucht (= Buch 6, Werk in mehreren Teilen). Suhrkamp, Frankfurt am Main

1. Klage. Weblog aus Vanity Fair, 2007–2008 (Schlucht 1). Suhrkamp, Frankfurt am Main 2008, ISBN 978-3-518-42028-7.
2. Loslabern. Bericht Herbst 2008 (Schlucht 2). Suhrkamp, Frankfurt am Main 2009, ISBN 978-3-518-42112-3.
3. Loslabern. Audio-CD. Sprecher: Rainald Goetz. BR Hörspiel und Medienkunst, intermedium rec. 046, Erding 2010, ISBN 978-3-939444-76-3.
4. Elfter September 2010. Bilder eines Jahrzehnts (Schlucht 4). Suhrkamp, Berlin 2010, ISBN 978-3-518-42207-6.
5. Johann Holtrop. Roman (Schlucht 3). Suhrkamp, Berlin August 2012, ISBN 978-3-518-42281-6.
6. wrong. Textaktionen, (Schlucht 6). Suhrkamp Verlag, Berlin 2024, ISBN 9783518128275.
7. Lapidarium. Stücke, (Schlucht 5). Suhrkamp Verlag, Berlin 2024, ISBN 9783518431870.

- D.I.E. Mit Zeichnungen von Albert Oehlen, Holzwarth Publications, Berlin 2010, ISBN 978-3-935567-50-3.
- Johann Holtrop. Audio-Doppel-CD (Stimme: Rainald Goetz. Realisation: Leonhard Koppelmann). BR Hörspiel und Medienkunst, intermedium rec. 058, München Oktober 2013, ISBN 978-3-943157-58-1. Als Podcast/Download im BR Hörspiel Pool.[30]
- Baracke. In: Theater heute (= Das Stück). Band 64, Nr. 12. Der Theaterverlag, Dezember 2023, ISSN 0040-5507.

## Auszeichnungen
- 1983: Kranichsteiner Literaturpreis
- 1988, 1993 und 2000: Mülheimer Dramatikerpreis
- 1991: Heinrich-Böll-Preis
- 1999: Else-Lasker-Schüler-Dramatikerpreis
- 2000: Wilhelm Raabe-Literaturpreis
- 2012: Berliner Literaturpreis verbunden mit der Heiner-Müller-Gastprofessur am Peter-Szondi-Institut der FU Berlin[31]
- 2013: Schiller-Gedächtnispreis
- 2013: Marieluise-Fleißer-Preis
- 2015: Georg-Büchner-Preis
- 2015: Rede des Jahres[32]
- 2018: Verdienstkreuz 1. Klasse des Verdienstordens der Bundesrepublik Deutschland[33]